# Anu (mitologia irlandese)

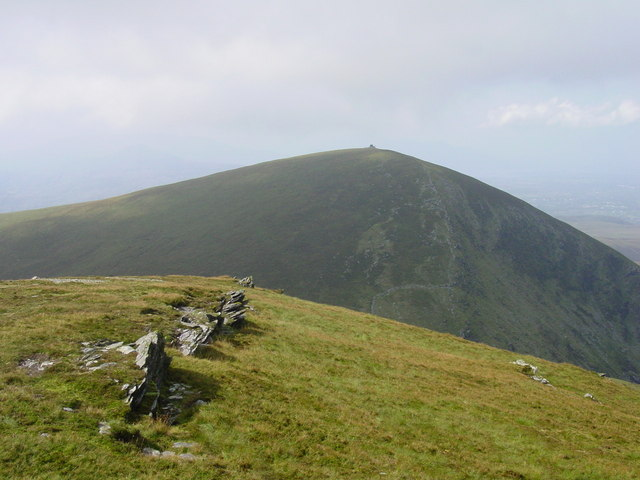
le "Paps of Anu", colline dedicate alla dea

Nella mitologia irlandese, Anu (Ana, Anann, Anand) era una dea. Anann e Anand sono in genere interpretati come la forma genitiva di Anu, anche se Anand è identificato come il nome personale di Mórrígan in molti manoscritti di Lebor Gabála Érenn.

## Etimologia
Il suo nome potrebbe derivare dal teonimo proto-celtico *Φanona.

## Caratteristiche
Anu, con Badb e Macha, è spesso parte di una triade divina femminile.. Potrebbe essere una personificazione celtica della morte, tant'è che viene descritta come colei che predice la morte in battaglia.
Potrebbe essere la stessa divinità di Danu e/o Áine. Ha particolari associazioni col Munster: le colline gemelle "Paps of Anu" (Dá Chích Anann, "i seni di Anu"), vicino a Killarney, nella contea di Kerry prenderebbero il loro nome da lei.  È la dea della fertilità, del bestiame e della prosperità ed è conosciuta per confortare e insegnare in punto di morte.